# Brendan McKane
Brendan McKane (13 oktober 1948 – december 2020) was een Canadees acteur.
In de jaren tachtig en negentig speelde hij een aantal gastrolletjes in films en televisieseries. In eerste instantie werkte hij in Canadese producties, maar later kwam er eveneens werk voor Amerikaanse bij. Verder leende McKane zijn stem aan personages uit de series Jin Jin en M.A.S.K.